# شهر رقصان
«شهر رقصان» (به انگلیسی: Funkytown) یک آهنگ دیسکو ساخته شده در سال ۱۹۸۰ است. این آهنگ توسط ستیون گرینبرگ نوشته شده و توسط لیپس بند اجرا شده‌است. این آهنگ در فیلم شرک ۲ در هنگام ورود شرک و فیونا به پادشاهی پخش شده‌است. همچنین در دوستان (مجموعه تلویزیونی) نیز در قسمت "The one where the stripper cries" در جشن کالج راس گلر و چندلر بینگ پخش شده‌است.

## مدت و نسخه‌ها
این آهنگ در نسخه "single" و "extended" پخش شده که نسخه سینگل ۴ دقیقه و اکستندد ۱۲ دقیقه می‌باشد.
این آهنگ دو موزیک ویدئو دارد که یکی فقط فیلم دیسکو و یکی رقص زن‌ها روی آن است.